# ادواردزویل (آلاباما)
ادواردزویل (به انگلیسی: Edwardsville) شهرکی در شهرستان کلبرن ایالت آلاباما است که مساحت آن ۴۲٫۵۹ کیلومتر مربع است و در سرشماری سال ۲۰۱۰ میلادی، ۲۰۲ نفر جمعیت داشته و تراکم جمعیتی آن، ۴٫۷۴ نفر در هر کیلومتر مربع بوده است.

## نگارخانه

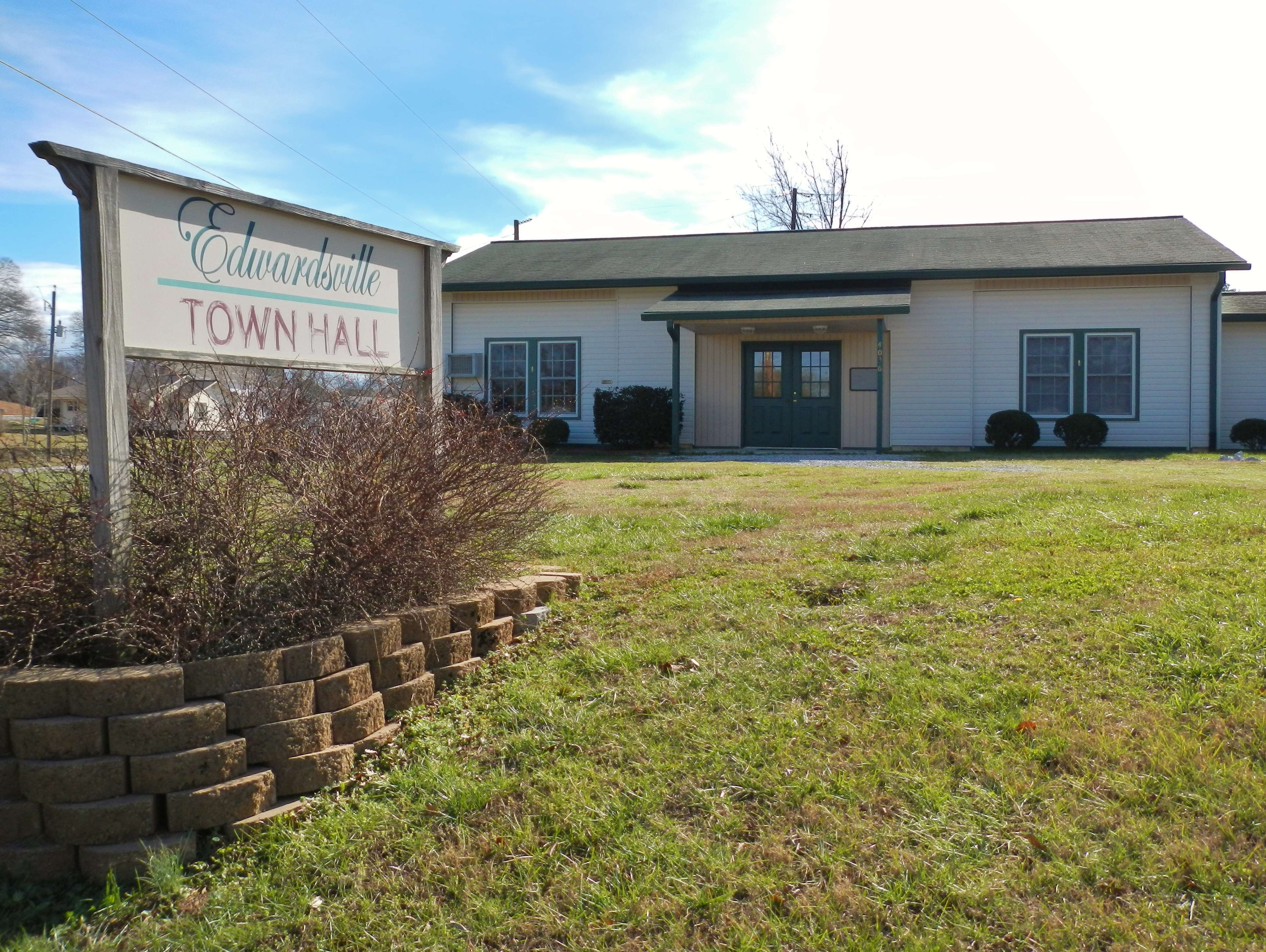
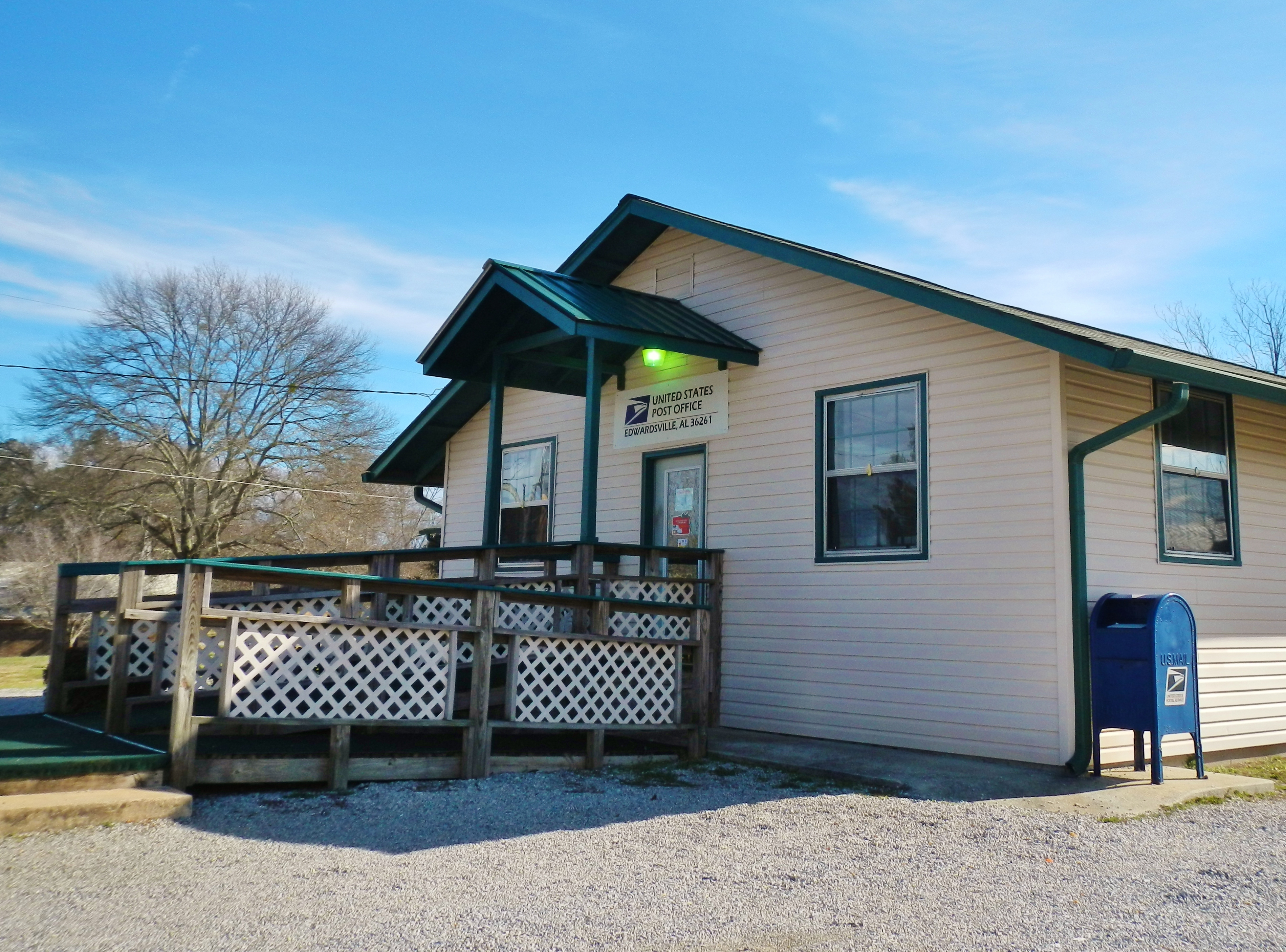
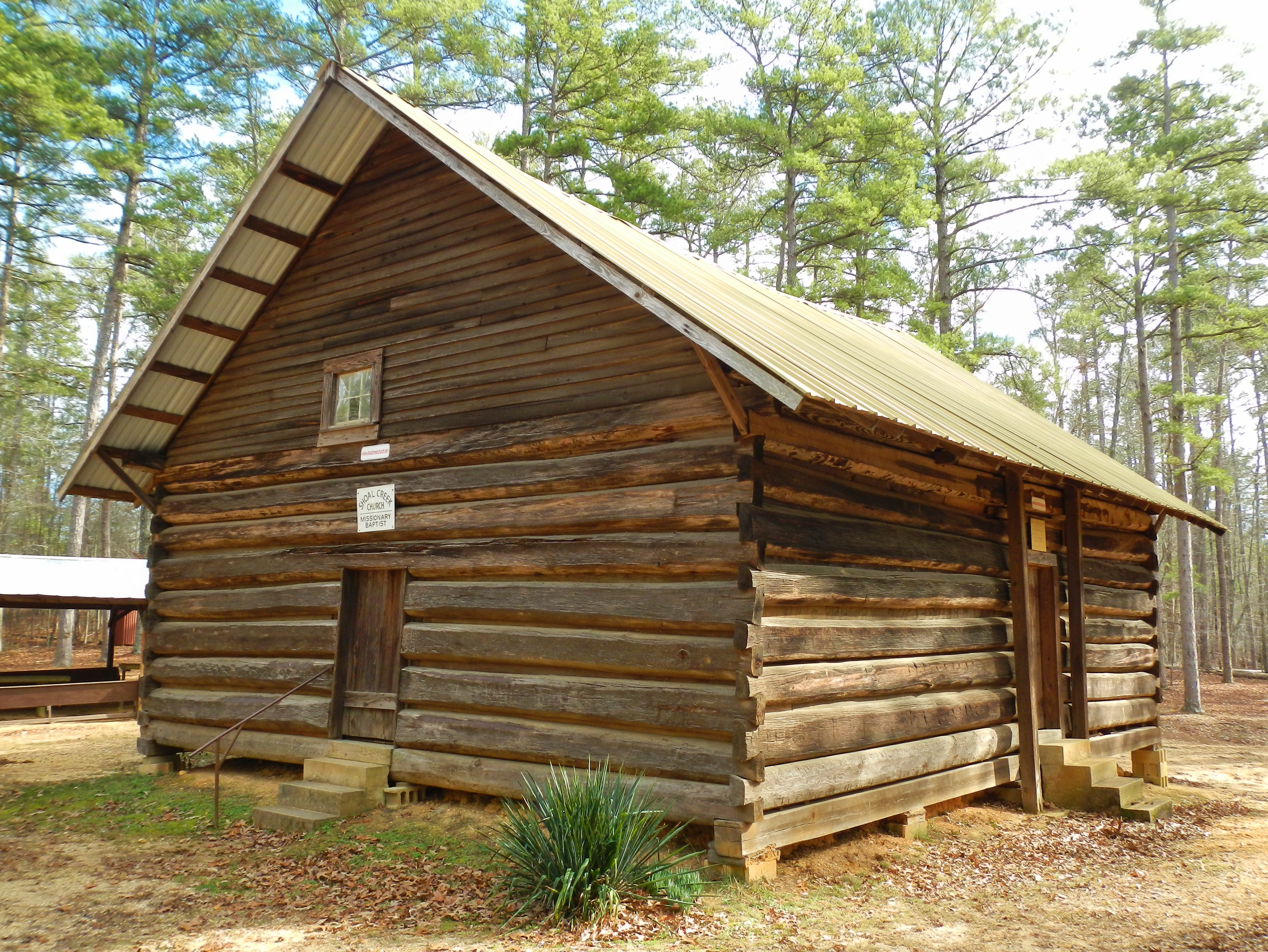